# Star Trek : Insurrection
Pour les articles homonymes, voir Star Trek (homonymie) et Insurrection (homonymie).
Série Star Trek
Star Trek : Premier Contact
(1996) Star Trek : Nemesis
(2002)
Pour plus de détails, voir Fiche technique et Distribution.
Star Trek : Insurrection (Star Trek: Insurrection) est un film américain de science-fiction réalisé par Jonathan Frakes et sorti en 1998. Il constitue le neuvième chapitre de la saga cinématographique Star Trek.
Le capitaine de l'USS Enterprise (NCC-1701-E) Jean-Luc Picard et son équipage doivent commettre l'irréparable, pour protéger le secret de la jeunesse éternelle d'un peuple extraterrestre : les Ba'ku contre une autre race extraterrestre et contre la Fédération elle-même.

## Synopsis
Le lieutenant-commandant Data est temporairement transféré dans une mission d'infiltration pour observer le paisible peuple Ba'ku. Il subit soudainement un dysfonctionnement et révèle la présence d'un groupe conjoint Fédération–Son'a observant les Ba'ku. L'amiral Matthew Dougherty contacte l'USS Enterprise-E pour obtenir les schémas de Data à des fins de récupération, mais déclare catégoriquement que la présence de Enterprise n'est pas nécessaire. Le Capitaine Jean-Luc Picard ignore les ordres et dirige l'Enterprise pour récupérer Data. Le capitaine Picard devient méfiant lorsque Dougherty insiste sur le fait que l'Enterprise n'est plus nécessaire et ordonne une enquête sur le dysfonctionnement de Data.
L'équipage découvre que les Ba'ku sont technologiquement avancés avec des capacités de distorsion, mais ont rejeté son utilisation pour des vies plus simples. En raison des "particules métaphasiques" uniques émanant des anneaux de la planète, les habitants sont effectivement immortels. En revanche, les alliés de la Fédération, les Son'a, sont une race décrépite qui compte sur la technologie médicale pour retarder leur mort; la chirurgie esthétique excessive leur donne un aspect momifié. L'équipage de l'Enterprise fait l'expérience des effets de rajeunissement de la planète : le lieutenant-commandant Geordi La Forge peut maintenant voir sans implants oculaires, Worf éprouve des symptômes de puberté, le commandant William Riker et la conseillère Deanna Troi  ravivent leur relation abandonnée depuis longtemps, et Picard développe une relation amoureuse avec Anij, une femme Ba'ku.
Data et Picard découvrent un vaisseau de la Fédération camouflé contenant un gigantesque holodeck qui recrée le village Ba'ku. Le dysfonctionnement de Data découlait d'une attaque Son'a, le résultat de sa découverte accidentelle de leur vaisseau. Picard confronte Dougherty et apprend que les hauts officiers de la Fédération se sont entendus avec les Son'a pour déplacer de manière trompeuse le Ba'ku sur une autre planète, permettant aux particules métaphasiques d'être collectées à grande échelle (empoisonnant la planète dans le processus). Dougherty ordonne alors à l'Enterprise de partir. Picard rétorque avec défi que les avantages médicaux de la particule ne justifient pas les plans de Dougherty pour les Ba'ku et qu'ils violent la directive première de StarFleet.
Picard et quelques membres d'équipage aident les Ba'ku à échapper à l'enlèvement tandis que Riker déplace l'Enterprise à portée de transmission pour communiquer la violation à Starfleet. Les Son'a lancent des sondes robotiques pour localiser et capturer les Ba'ku en fuite. Le chef Son'a, Ahdar Ru'afo (F. Murray Abraham), convainc Dougherty d'autoriser deux navires Son'a à attaquer l'Enterprise, mais celui-ci s'échappe. Leur plan exposé, Ru'afo insiste pour récolter immédiatement la source de rayonnement. Picard, Anij et plusieurs Ba'ku sont transportés comme prisonniers sur le navire Son'a. Le Dr Crusher découvre que les Son'a et les Ba'ku sont de la même race. Picard informe alors Dougherty que les Son'a sont une faction dissidente de Ba'ku qui a abandonné leur existence bucolique un siècle plus tôt et a adopté la technologie. Leur tentative de prendre le pouvoir a échoué et les anciens Ba'ku les ont exilés de la planète, leur refusant les effets rajeunissants de l'anneau. Les Son'a ont développé un moyen artificiellement imparfait de prolonger leur vie au prix de la défiguration et cherchent maintenant à se venger. Ru'afo tue Dougherty après avoir renié leur plan et se déplace pour compléter la collection.
Alors que Picard se prépare à être exécuté, il convainc le Son'a Gallatin, désillusionné, de l'aider à arrêter Ru'afo. Picard élabore une ruse pour transporter Ru'afo et son équipage de pont vers le vaisseau spatial "holodeck" et désactiver le collecteur. Ru'afo découvre la tromperie et se transporte vers le navire collecteur pour redémarrer manuellement le processus. Picard suit et met le collecteur à s'autodétruire, tuant Ru'afo juste au moment où l'Enterprise sauve Picard. Les Son'a restants sont pardonnés et accueillis par les Ba'ku. Picard organise une rencontre entre Gallatin et sa mère Ba'ku pour le remercier de son aide. L'équipage prend un moment pour profiter de son moi rajeuni avant de retourner à leur mission précédente.

## Fiche technique
- Titre original : Star Trek: Insurrection
- Titre français : Star Trek : Insurrection
- Réalisation : Jonathan Frakes
- Scénario : Michael Piller, d'après une histoire de Rick Berman et Michael Piller, d'après les personnages créés par Gene Roddenberry
- Photographie : Matthew F. Leonetti
- Musique : Jerry Goldsmith
- Producteur : Rick Berman
- Société de production : Paramount Pictures
- Distribution : Paramount Pictures (États-Unis), United International Pictures (France)
- Pays d'origine :  États-Unis
- Langue originale : anglais
- Format : Couleurs - 35 mm - 2,35:1 (Widescreen)
- Genre : science-fiction
- Budget estimé : 58 000 000 $[1]
- Durée : 103 minutes
- Dates de sortie[2] :
  - États-Unis, Canada : 11 décembre 1998
  - France : 3 mars 1999

## Distribution
- Patrick Stewart (VF : Claude Giraud et VQ : Raymond Bouchard) : le capitaine Jean-Luc Picard
- Jonathan Frakes (VF : Sylvain Lemarié et VQ : Denis Mercier) : le commandant William Riker
- Brent Spiner (VF : Yves Beneyton et VQ : Daniel Picard) : le lieutenant-commandant Data
- LeVar Burton (VF : Thierry Desroses et VQ : Gilbert Lachance) : le lieutenant-commandant Geordi LaForge
- Gates McFadden (VQ : Claudine Chatel) : le Dr. Beverly Crusher
- Michael Dorn (VF : Benoît Allemane et VQ : Victor Désy) : le lieutenant-commandant Worf
- Marina Sirtis (VF : Déborah Perret et VQ : Claudie Verdant) : le commandant Deanna Troi
- F. Murray Abraham (VF : Frédéric Cerdal et VQ : Jean-Louis Millette) : Ahdar Ru'afo
- Donna Murphy (VF : Catherine Privat ; VQ : Nathalie Coupal) : Anij
- Anthony Zerbe (VF : Marcel Guido et VQ : Marc Bellier) : l'amiral Matthew Dougherty
- Gregg Henry (VF : Bernard Bollet et VQ : Pierre Chagnon) : Gallatin
- Daniel Hugh Kelly (VF : Martin Brieuc et VQ : Sylvain Hétu) : Sojef
- Michael Welch (VQ : Xavier Dolan) : Artim
- Mark Deakins : Tournel
- Stephanie Niznik (VQ : Flora Balzano) : Kell Perim
- Joseph Ruskin : le troisième officier de Son'a
- Majel Barrett (VQ : Anne Caron) : la voix du vaisseau Enterprise[3]

## Production

### Genèse et développement
Après le succès de Star Trek : Premier Contact (qui est l'un des meilleurs de la saga au box-office), Paramount Pictures souhaite poursuivre dans la production de films avec un ton plus léger, qui rencontrent un meilleur accueil en salles depuis Star Trek 4 : Retour sur Terre, qui contenait beaucoup d'humour. Michael Piller est alors chargé d'écrire le script. Il souhaite alors installer la sensation de famille au sein de l'équipage, avec une histoire inspirée du roman Au cœur des ténèbres de Joseph Conrad. Le producteur Rick Berman veut quant à lui voir le Capitaine Jean-Luc Picard entreprendre une mission de secours dans la lignée de Le Prisonnier de Zenda (John Cromwell, 1937). Il envisage également que Picard soit kidnappé et remplacé par un imposteur. Le scénariste est cependant sceptique car il pense que le public ne voudra pas voir un autre personnage que Picard comme personnage principal (même si l'imposteur lui ressemblera). Le producteur souhaite par ailleurs réintroduire le personnage de Lore, un androide apparu dans plusieurs épisodes de Star Trek : La Nouvelle Génération.
Michael Piller s'inspire de la fontaine de jouvence, en précisant que la recherche de la jeunesse éternelle est un thème universel et intitule son premier traitement Heart of Lightness. Il développe finalement un autre script titré Star Trek: Stardust, en référence à la chanson du même nom de Hoagy Carmichael. Dans cette version, Picard rejoint à nouveau Starfleet et doit retrouver une population qui tient son pouvoir de sa jeunesse. Mais les idées ressemblaient à l'épisode 13 de la saison 7 de Star Trek : La Nouvelle Génération. Dans une autre version, Picard tue Data, qui est finalement ressuscité à la fin du film. Les Romuliens figurent également dans les histoires des deux premières versions. Le peuple Son'a est ensuite introduit ainsi que les Ba'ku. Patrick Stewart, très concerné par le film, est consulté durant les différentes étapes d'écriture.
Michael Piller demande conseil à Ira Steven Behr, producteur de Star Trek: Deep Space Nine. Ce dernier est sceptique à propos des Son'a, qu'il compare à des « paper tigers ». Michael Piller est finalement d'accord avec lui et réécrit le script. Il ajoute une romance entre Picard et le personnage d'Anij, une femme Ba'ku. Il rend également les Son'a plus menaçant et ajoute un énorme vaisseau Son'a ainsi qu'une confrontation finale entre Picard et Ru'afo.
Michael Piller et Rick Berman réfléchissent ensuite au titre du film : Prime Directive, The Directive, The Resignation, The Enemy Within, Breach of Promise, Dereliction of Duty ou encore Apostasy sont envisagés. Ne trouvant aucun compromis, ils optent provisoirement pour Star Trek IX. Le studio est enthousiasmé par le scénario écrit par Michael Piller après les conseils d'Ira Steven Behr. Dans un memo remis à Michael Piller, il est écrit « the funniest and sexiest Star Trek story to date » (« le plus marrant et sexy Star Trek à ce jour »). Le studio demande cependant quelques ajustements : la résolution de la romance entre Troi et Riker, le remplacement du personnage Reginald Barclay pour étoffer ceux de Beverley Crusher et Worf, etc.>,. Patrick Stewart demande quelques modifications afin que l'équipage de Picard défende le village Ba'ku à la manière du siège de Fort Alamo. D'autres titres sont alors envisagés : Star Trek: Where Time Stands Still, Star Trek: Forever ou encore Star Trek: Beyond Paradise ; tous sont rejetés. Le favori du scénariste Michael Piller est Star Trek: Sacred Honor, mais le studio le trouve trop religieux. Le tournage débutera donc sous le titre Star Trek IX.
Lorsque le script est finalisé, une copie est envoyée à tous les acteurs, sauf à Patrick Stewart. Le producteur Rick Berman ne voulait pas que l'acteur soit pris en porte-à-faux par ses collègues, puisqu'il avait critiqué le script. L'acteur LeVar Burton appelle alors Patrick Stewart pour faire l'éloge du script. Patrick Stewart demande alors une réunion. Le scénariste Michael Piller craint alors le pire, mais après une réunion de 20 minutes, Patrick Stewart ne demande qu'à changer quelques dialogues ; le script est alors finalisé. Alors que le titre Star Trek: Revolution avait été choisi par le département marketing de Paramount, un ami de Michael Piller, Alan Spencer, suggère Rebellion, High Treason, Act of Treason et surtout Insurrection.

### Attribution des rôles
Le rôle de Ru'afo a été proposé à Arnold Schwarzenegger. Il est finalement offert sans audition à F. Murray Abraham.
Le rôle du vice-amiral Doughtey a été proposé à Wilford Brimley et Gene Hackman, alors que Sally Field a été envisagée pour Anij.

### Tournage
Le tournage a eu lieu en Californie : à Bishop, dans le parc de Mammoth Lakes, à Lake Sherwood, dans la forêt nationale d'Angeles.
Après le tournage, des projections test sont organisées. Il en ressort que la fin pose un problème. Dans la fin originale, Ru'afo est éjecté dans l'espace depuis le vaisseau-collecteur Son'a et vieillit très rapidement. La fin est révisée pour que l’Enterprise vole au secours du capitaine Picard et détruise le vaisseau Son'a avec Ru'afo l'intérieur. Le studio aime cette nouvelle fin mais souhaite une plus grosse bataille spatiale. Bien que l'équipe de production accepte ces changements, les révisions ne peuvent être appliquées pour tenir les délais de la sortie américaine prévue pour Noël.

### Musique
Albums de Jerry Goldsmith
Small Soldiers
(1998) La Momie
(1999)
Bandes originales de Star Trek
Star Trek : Premier Contact
(1996) Star Trek : Nemesis
(2002)
Jerry Goldsmith compose pour la 4e fois la musique d'un film Star Trek. Il utilise à nouveau le thème de la série originale composé par Alexander Courage.
En 2013, GNP Crescendo Record Co. réédite la bande originale en y ajoutant des morceaux inédits et des titres bonus
Liste des titres
note : la liste présente les titres présents sur la version longue. Les morceaux en italique correspondent à ceux présents sur la première édition.
1. Ba'ku Village (6:53)
2. Out Of Orbit/Take Us In (1:44)
3. Come Out (2:34)
4. In Custody (1:14)
5. Warp Capability/The Planet/Children's Story (2:33)
6. The Holodeck (4:35)
7. How Old Are You/New Sight (6:14)
8. Lost Ship/Prepare the Ship (2:39)
9. As Long As We Can (1:40)
10. Not Functioning/Send Your Ships (2:55)
11. Growing Up/Wild Flowers/Photon Torpedo (2:55)
12. The Drones Attack (4:15)
13. The Riker Maneuver (3:15)
14. Stay With Me (1:48)
15. The Same Race (2:50)
16. The Collector (1:10)
17. No Threat (4:18)
18. Tractor Beam (:38)
19. The Healing Process (revised) (5:04)
20. The Healing Process (version originale) (7:17)
21. End Credits (5:30)
22. Ba'ku Village (fin alternative) (3:53)
23. The Holodeck (début alternatif) (1:12)
24. Growing Up (version alternative) (1:21)
25. Tractor Beam (version alternative) (0:38)

## Accueil

### Box-office
C'est l'un des plus mauvais films de la saga au box-office, arrivant à l'antépénultième place devant Star Trek 5 : L'Ultime Frontière et Star Trek : Nemesis.
| Pays / région | Box-office          | Nombre de semaines | Classement TLT | Source          |
| Paris         | 44 515 entrées      | -                  | -              | JP box-office   |
| France        | 109 408 entrées     | -                  | -              | JP box-office   |
| États-Unis    | 70 187 658 dollars  |                    | -              | Box Office Mojo |
| Mondial       | 113 377 571 dollars |                    | -              | JP box-office   |

## Distinctions

### Récompenses
- Bogey Awards 1999 : Bogey d'argent pour le distributeur pour United International Pictures[31]
- Young Artist Award 1999 : meilleur jeune acteur dans un second rôle pour Michael Welch

### Nominations
- Saturn Awards 1999 : meilleur film de science-fiction, meilleur maquillage
- Prix Hugo 1999 : meilleur film dramatique
- Satellite Awards 1999 : meilleurs effets visuels
- Young Artist Award 1999 : meilleur film familial dramatique